# Eva Roemer
Eva Roemer (* 17. Juli 1889 in Berlin; † 11. Oktober 1977 in Partenkirchen) war eine deutsche Malerin und Grafikerin, die vor allem im Farbholzschnitt hohe Kunstfertigkeit entwickelte. In der Zeit um 1900 etablierte sich diese Art von Bildreproduktion und bezog Impulse des Japonismus mit expressiver Formensprache und Flächigkeit.

## Biografie

### Herkunft und Familie
Eva Roemer, als Eva Cécile Emmy Roemer getauft, entstammte einer renommierten Künstlerfamilie. Ihr Vater war der Bildhauer Bernhard Roemer (1852–1891), der auch als Dozent für Ornamentales und Figürliches Modellieren an der Fakultät für Architektur der Königlichen Technischen Hochschule zu Berlin tätig war. Ihre Mutter war Fanny Juliette Roemer geb. Hensel (1857–1891). Deren Großeltern waren der preußische Hofmaler Wilhelm Hensel und die Komponistin, Pianistin und Dirigentin Fanny Hensel geb. Mendelssohn Bartholdy, eine Schwester des Komponisten Felix Mendelssohn Bartholdy.
Eva Roemers Eltern starben beide im Jahr 1891. Zu diesem Zeitpunkt war sie knapp zwei Jahre alt. Gemeinsam mit ihrer Schwester Ilse (1887–1954) wurde sie von ihren Großeltern Sebastian Hensel und dessen Frau Julie aufgenommen. Im selben Haus lebte auch ihre Tante Lili du Bois-Reymond mit Mann und Kindern. Als im Jahr 1901 die Großmutter starb, nahmen Lili du Bois-Reymond und deren Mann Alard die beiden Vollwaisen Eva und Ilse auf.
Eva Roemer wuchs in einem umfassend gebildeten und großteils wohlhabenden familiären Umfeld auf, in dem Kunst und Wissenschaft eine wichtige Rolle spielten. Ihre Tante Cécile Leo war Scherenschnittkünstlerin und Kunsthandwerkerin. Ihr Onkel war der Philosoph Paul Hensel, dessen Bruder war der Mathematiker Kurt Hensel. Das Interesse für Kunst soll bei Eva Roemer durch ihre Ziehmutter Lili du Bois-Reymond geweckt worden sein, die mit Käthe Kollwitz und Sabine Lepsius befreundet war. Lepsius und ihr Mann Reinhold Lepsius erwarben im Jahr 1902 das Haus von Sebastian und Julie Hensel in Berlin-Westend und führten darin einen Salon, der ein kultureller Fixpunkt Berlins war.

### Werdegang
Eva Roemer entschloss sich bereits im Jugendalter, Künstlerin zu werden. Da fast alle Kunstakademien Frauen noch bis in die 1920er-Jahre ausschlossen, musste sie auf Privatunterricht bei Künstlern, privaten Zeichen- und Malschulen sowie Kunstgewerbeschulen ausweichen. Roemer war zunächst Schülerin des Landschaftsmalers Karl Hagemeister in Werder (Havel). Danach studierte sie an der Unterrichtsanstalt des Kunstgewerbemuseums Berlin bei Leo von König, danach bei Willy von Beckerath an der Hochschule für bildende Künste Hamburg, die seit 1907 auch Frauen zum Studium zuließ. Bei Beckerath erlernte Roemer den Holzschnitt, der fortan ihr hauptsächliches Arbeitsfeld wurde. Daneben schuf sie Pastellskizzen als Vorarbeiten für Holzschnitte, Buntstiftzeichnungen und Ölgemälde.
Nach ihrer Ausbildung reiste Eva Roemer zum Studium der Alten Meister nach Italien und Holland. Auch Aufenthalte in den USA und auf Rügen sind belegt.

### Weiteres Leben
1914 bis 1926 wohnte Eva Roemer überwiegend in Göttingen, Friedländerweg 44, bei ihrer Tante, der Scherenschnittkünstlerin Cécile Leo und deren Mann Friedrich Leo. In diesen Jahren reiste sie viel und war wiederholt einige Zeit bei ihrer zahlreichen Verwandtschaft zu Gast, so auch bei ihren Zieheltern, die ab 1919 in Plön wohnten. In diesen Jahren nahm die Künstlerin regelmäßig an Ausstellungen der Vereinigung Göttinger Kunstfreunde teil. Auch in den Jahren danach, bis 1933, ist Letzteres belegt.
Eva Roemer blieb zeitlebens unverheiratet. In Königsfeld im Schwarzwald lernte sie bei ihrer entfernten Verwandten Elisabeth Mendelssohn-Bartholdy deren Tochter Martha (1889–1965) kennen, die später ihre Lebensgefährtin wurde. Am 1. Dezember 1926 zog Roemer nach Erlangen, wohl zu ihrem Onkel, dem Philosophen Paul Hensel.
Ende der 1920er-Jahre siedelten sich Eva Roemer und Martha Mendelssohn-Bartholdy in Percha am Starnberger See an. Dort bezogen sie zuerst eine Wohnung in der Villa von Elisabeth und Friedrich Alfred Schmid Noerr. Im nahegelegenen Kempfenhausen (ab 1937 Teil der Gemeinde Berg) ließen sie ein Haus errichten und bezogen es 1935. Ab dieser Zeit wurden in Roemers Holzschnitten hauptsächlich Motive vom Starnberger See und aus dessen Umgebung, dem bayerischen Voralpenland, abgebildet. Martha Mendelssohn-Bartholdy trug zum Lebensunterhalt mit Klavierunterricht bei.

### Zeit des Nationalsozialismus
In der gesamten Zeit des Nationalsozialismus lebten Roemer und ihre Lebensgefährtin zurückgezogen am Starnberger See. Ihren Beruf konnte Roemer nur noch begrenzt ausüben, da sie nicht über die für die Mitgliedschaft in der Reichskulturkammer nötige „arische Abstammung“ verfügte. An Ausstellungen konnte sie sich somit auch nicht mehr beteiligen. Sie und ihre Lebensgefährtin waren aufgrund ihrer jüdischen Herkunft gefährdet. Martha Mendelssohn-Bartholdy hatte dazu einen sehr bekannten „jüdischen“ Namen, der damals geradezu verfemt wurde.
Warum beide Frauen unbehelligt blieben und überleben konnten, ist nicht geklärt. Die Akten über Juden wurden am Ende des Zweiten Weltkriegs in der Gemeinde Kempfenhausen vernichtet. In Eva Roemers Familien- und Freundeskreis gibt es die Überlieferung, dass ein hoher Vertreter des NS-Regimes seine schützende Hand über die beiden Frauen gehalten habe.

### Nachkriegszeit
Die wirtschaftliche Situation von Eva Roemer und Martha Mendelssohn-Bartholdy gestaltete sich vom Beginn der NS-Zeit bis in die Nachkriegszeit hinein schwierig. Der Verkauf der Bilder brachte wenig ein. Der große Garten half, ihre Ernährung zu ergänzen. Roemer war weiterhin als Künstlerin tätig, produzierte aber zunehmend kleinere Holzschnitte und Postkarten. Später vermieteten die beiden Frauen die obere Etage ihres Hauses.
Die Kunst von Roemer fand nun aber regional und überregional wieder eine gewisse Anerkennung. Im Jahr 1953 berichteten zwei Artikel in Velhagen & Klasings Monatsheften über sie und ihre Kunstwerke.
Zusammen mit ihrer Lebensgefährtin lebte Eva Roemer bis 1963 in Kempfenhausen und zog danach gemeinsam mit ihr in ein Altenheim nach Partenkirchen. 1965 starb Martha Mendelssohn-Bartholdy. Eva Roemer überlebte sie um zwölf Jahre.

## Werk

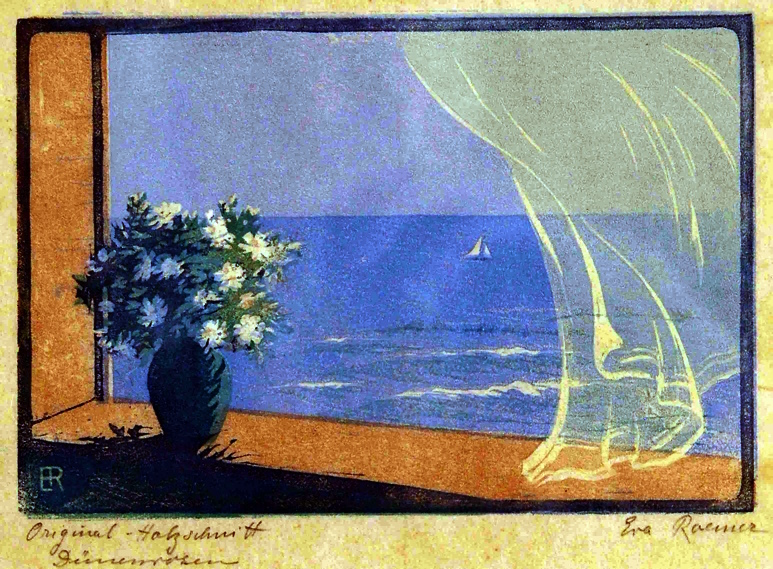
Eva Roemer: Dünenrosen

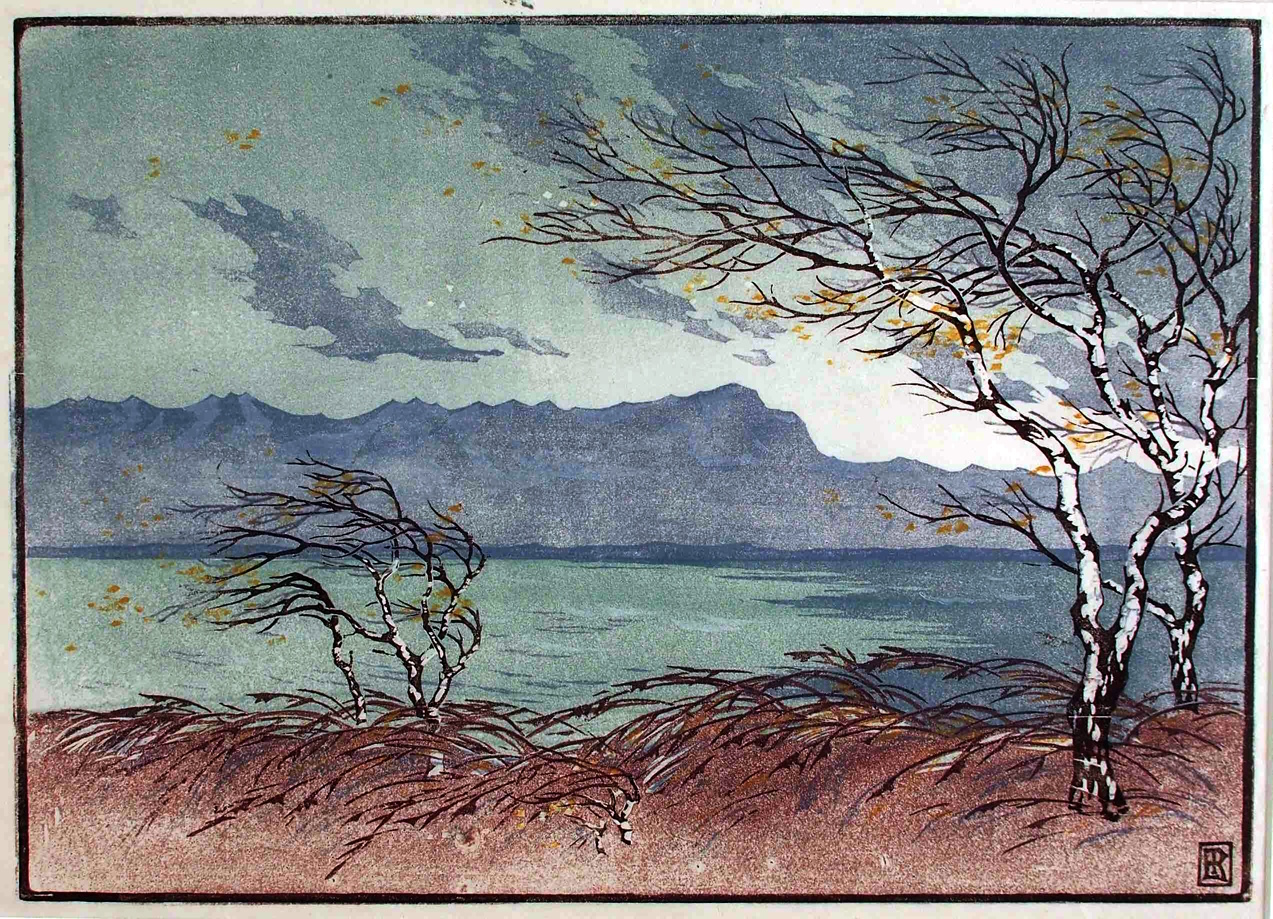
Eva Roemer: Herbststurm

Die hauptsächliche Leistung von Eva Roemer liegt im Bereich des Farbholzschnitts. In dieser Technik entwickelte sie große Perfektion. Für ihre Sujets legte sie bis zu zwölf verschiedene Drucklagen übereinander und fertigte dazu bis zu vier Druckstöcke an. Die mehrfarbigen Drucke weisen zarte Farbmischungen auf. Für ihre Holzschnitte fertigte Eva Roemer zunächst Pastellskizzen an, die sie anschließend in figürlich-farbliche Komponenten zerlegte und im Holzschnitt wieder übereinanderlegte. Durch die Überlagerung und Überschneidung gelangen ihr Landschaftsbilder mit großer plastischer Prägnanz und Tiefenwirkung. Häufig arbeitete sie mit Spiegelungen des Wassers und der Verzerrung durch Wellen. Damit erzeugte sie Bewegung und zusätzliche Räumlichkeit in ihren Bildern. Mitunter sorgen Vögel im Luftraum für Dynamik und Tiefe. Am Himmel zeigen sich eindrucksvolle und zum Teil stilisierte Wolkenformationen. Ein besonderes Merkmal ihrer künstlerischen Werke ist es, eine Stimmung in der Landschaft einzufangen und lebendig zu vermitteln. Ihre Motive sind auf dünnem Japanpapier gedruckt.
In ihrer Hauptschaffensperiode überwand Eva Roemer ihre ursprünglich statische und naturalistische Darstellungsweise, mit der sie vorzugsweise Stadtbilder, Schlösser, Burgen, Kirchen und Friedhöfe abbildete. Durch windgebeugte Pflanzen etwa und den Wellengang kam eine neue Dynamik in die Holzschnitte. Die Künstlerin zielte darauf, eine beseelte Natur darzustellen. Ihr Verhältnis zu der sie umgebenden Natur wurde mit fortgeschrittenem Alter immer inniger.
Häufig dargestellt sind zu unterschiedlichen Jahreszeiten und Lichtverhältnissen der Starnberger See, Landschaften des bayerischen Voralpenlands sowie imposante Bergmotive. Menschen bildete Eva Roemer dagegen nur sehr selten ab. Meist handelt es sich um Kinder, religiöse Figuren wie Maria und Josef oder Engel. Es gibt aber auch augenzwinkernde und humorvolle Darstellungen.
Bis vor wenigen Jahren war Eva Roemer weitgehend vergessen. Im Jahr 2013 waren Werke von ihr erstmals seit ihrem Tod in einer Ausstellung zu sehen. Inzwischen ist sie wiederentdeckt. Ihre Werke finden auf Kunstauktionen großes Interesse und vergleichsweise hohe Preise.
Derzeit sind von ihrem Gesamtwerk etwas mehr als 50 große und mittlere Holzschnitte bekannt und daneben ca. 40 kleinere Arbeiten, Exlibris oder Postkarten. Die zeitliche und geografische Zuordnung ist schwierig, weil die Arbeiten zwar jeweils signiert und mit ihrem Monogramm versehen sind, aber keine Jahreszahlen und Ortsangaben enthalten.
Das Artist lexicon DAS HAUS DER FRAU als „Who’s Who“ des Farbholzschnitts im Deutschland der Jahre 1914 bis 1939 führt Eva Roemer mit einer Auswahl ihrer Werke und einer Kurzbiografie. Sie zählt dabei als eine von 100 bisher vergessenen Künstlerinnen und zu den „begehrtesten und sammelwürdigsten modernen Grafikerinnen, auch in der Neuen Welt.“

## Ausstellungen
zu Lebzeiten:
- 1923: Ausstellung der Vereinigung Göttinger Kunstfreunde[8]
- 1924: Ausstellung der Vereinigung Göttinger Kunstfreunde[9]
- 1926: Ausstellung der Vereinigung Göttinger Kunstfreunde (auch von Eva Roemer bedruckte Kinderkleider, Taschen, Schals)[10]
- 1932: Ausstellung der Vereinigung Göttinger Kunstfreunde[11]
- 1933: Ausstellung der Vereinigung Göttinger Kunstfreunde[12]

postum:
- 2013/2014: Kunstmuseum Reutlingen, Wege zu Gabriele Münter und Käthe Kollwitz – Holzschnitte von Künstlerinnen des Jugendstils und des Expressionismus.
- 2025: Museum Starnberger See, Eva Roemer. Eine Meisterin des Farbholzschnitts.[13]

## Werke (Auswahl)

### Ankäufe für Museen und Bibliotheken
- Göttingen von der Ostseite, Farbholzschnitt, um 1922 (Städtisches Museum Göttingen)
- Herbststurm im Gebirge, Farbholzschnitt, (Staatliche Graphische Sammlung München)
- In der Staatsbibliothek zu Berlin sind 16 Farbholzschnitte von Eva Roemer vorhanden. (Staatsbibliothek Unter den Linden)

### Weitere Werke
(Farbholzschnitte, soweit nicht anders bezeichnet)
- Herbststurm am Starnberger See
- Frohe Weihnacht
- Friede auf Erden!
- Übers Gebirg Maria geht
- Brandung
- Möven am Starnberger See
- Wolke über dem Starnberger See
- Schilfbögen (Starnberger See)
- Junger Mond (Starnberger See)
- Fallende Blätter (Starnberger See)
- Korngarben (Starnberger See)
- Schnee auf dem Schilf (Starnberger See) (3)
- Segelboote (Starnberger See) (4)
- Schwalben auf Telegrafendrähten
- Fraueninsel Chiemsee
- Elmau Schloss (Torbogen)
- Erster Frühlingsruf (Alpen)
- Vier Tannen vor Alpenpanorama
- Schloss Dornburg an der Saale (2)
- Schloss Plön
- See mit Roseninsel Plön
- Neustädter Kirche Plön
- Friedhofseingang Plön
- Laterne, Laterne ... Plön
- Abendstimmung am See Plön
- Lindenfels Odenwald
- Tausendjähriges Kirchlein Königsfeld
- Großmünster Zürich
- Überlingen (Anlegepfähle)
- Dünenrosen (am offenen Fenster)
- Blumen in Vasen (4)
- Das Volk so im Finstern wandelt ...

## Erste postume Einzelausstellung
Das Museum Starnberger See widmet Eva Roemer vom 28. März 2025 bis 31. August 2025 eine umfangreiche Retrospektive.